# 2870 Haupt
2870 Haupt eller 1981 LD är en asteroid i huvudbältet som upptäcktes den 4 juni 1981 av den amerikanske astronomen Edward L.G. Bowell vid Anderson Mesa Station. Den är uppkallad efter Hermann Haupt.
Asteroiden har en diameter på ungefär 14 kilometer.